# Sergej Prigoda
Sergej Grigor'evič Prigoda (in russo Сергей Григорьевич Пригода?; Mosca, 27 novembre 1957 – Växjö, 9 ottobre 2017) è stato un calciatore e allenatore di calcio sovietico, dal 1991 russo, di ruolo difensore.

## Palmarès

### Giocatore

#### Competizioni nazionali
- Campionato sovietico: 1

Torpedo Mosca: 1976
- Coppa dell'Unione Sovietica: 1

Torpedo Mosca: 1985-1986